# Reazione di Müller-Cunradi-Pieroh
La reazione di Müller-Cunradi-Pieroh, è una reazione di chimica organica pubblicata per la prima volta in un brevetto del 1939 dai chimici tedeschi Martin Müller-Cunradi e Kurt Pieroh. Si tratta di una reazione di condensazione catalizzata da acidi di Lewis tra un acetale 1 e un enol etere 2 per formare un 3-alcossiacetale 3. La reazione trova applicazione nella sintesi di β-alcossiacetali, aldeidi e chetoni.

Schema generale della reazione di Müller-Cunradi-Pieroh

## Meccanismo
Nel meccanismo di reazione è stato descritto come schematizzato nella figura seguente. L'acetale 1 in presenza di un acido di Lewis (ad esempio trifluoruro di boro eterato) reagisce con l'enol etere 2 e forma un nuovo legame C–C nel 3-alcossiacetale 3.

Meccanismo della reazione di Müller-Cunradi-Pieroh